# ماريغو
ماريغو هي مدينة من مدن هايتي. يبلغ عدد سكانها 50,734 نسمة وذلك حسب إحصائيات سنة 2003. يبلغ ارتفاع المدينة عن سطح البحر قرابة 41 متر.